# Glandwr
Glandwr är en ort i Storbritannien.   Den ligger i kommunen Pembrokeshire och riksdelen Wales, i den södra delen av landet, 300 km väster om huvudstaden London. Glandwr ligger 130 meter över havet och antalet invånare är 1 586.
Terrängen runt Glandwr är platt åt sydost, men åt nordväst är den kuperad. Runt Glandwr är det ganska tätbefolkat, med 72 invånare per kvadratkilometer. Närmaste större samhälle är Cardigan, 17,4 km norr om Glandwr. Trakten runt Glandwr består i huvudsak av gräsmarker.